# Hāngi

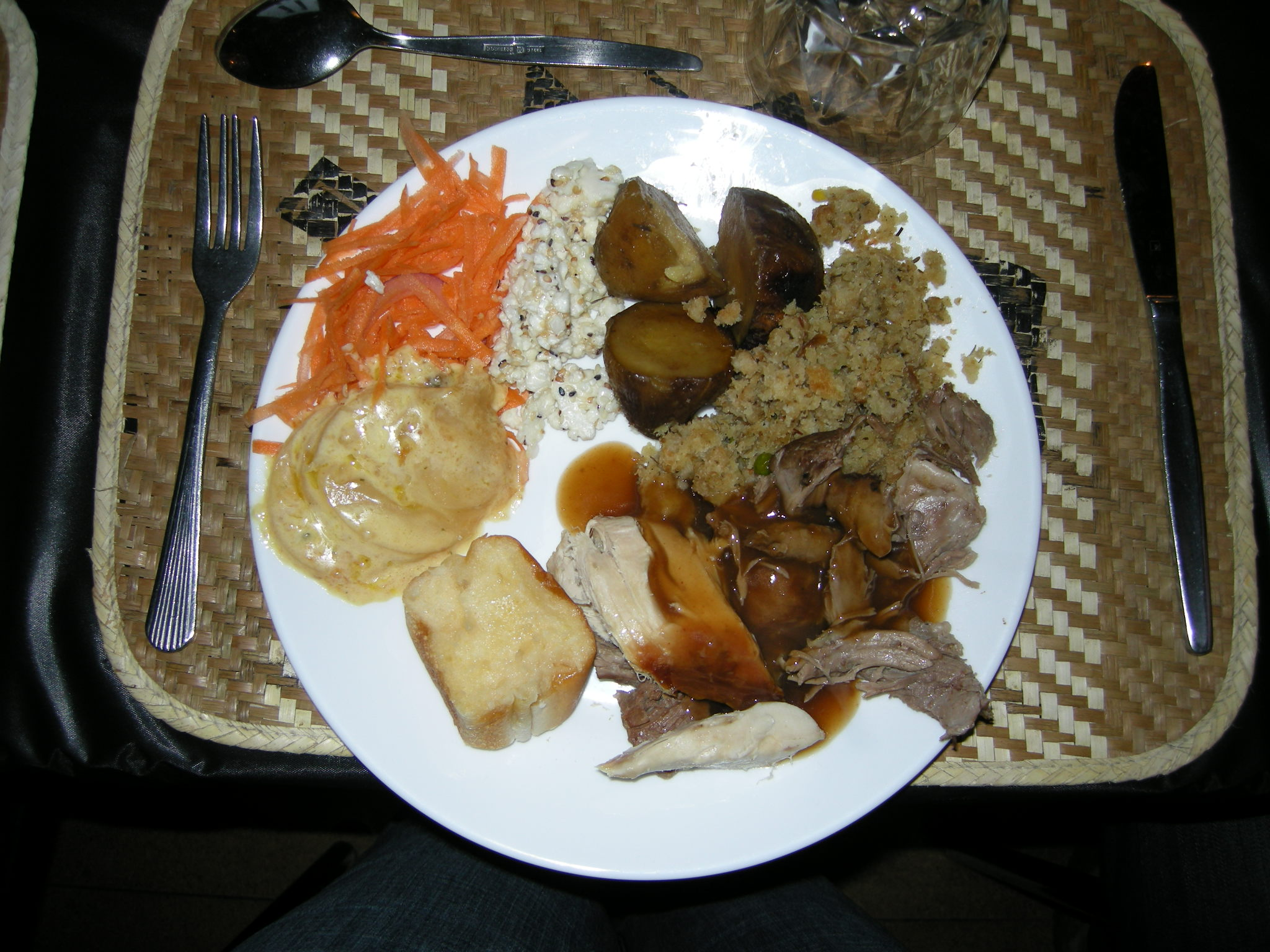
Cena hāngi

Hāngi [ˈhaːŋi] è un metodo di cottura tradizionale neozelandese maori che consiste nel cucinare i cibi con delle pietre riscaldate poste in una buca nel terreno. È un metodo usato tuttora durante le occasioni speciali.
Si scava una buca nel terreno, ci si mettono dentro delle pietre scaldate su un grande fuoco, e sopra ad esse si pongono le ceste con il cibo da cucinare. Il tutto viene ricoperto di terra e lasciato a cucinarsi per diverse ore. Gli “esperti” di Hāngi hanno sviluppato diversi metodi di cottura, che spesso sono stati tramandati di generazione in generazione.
Un altro nome usato spesso per definire questo metodo di cottura è “umu”, per esempio l'umu tī, usato nell'Isola del Sud per cucinare il cosiddetto albero cavolo.